# Тобольский переулок
Тобо́льский переу́лок — улица в районе Лианозово Северо-Восточного административного округа города Москвы. Проходит от Угличской до Абрамцевской улицы.

## Название
Переулок получил своё название по городу Тобольску, районному центру Тюменской области. Название перенесено с Тобольской улицы посёлка Лианозово, находившейся неподалёку.

## Описание
Тобольский переулок проходит от Угличской улицы на восток параллельно Череповецкой улице и Вологодскому проезду, совершая коленообразный поворот на север и снова на восток, до Абрамцевской улицы.

## Примечательные здания и сооружения
По нечётной стороне:
По чётной стороне:

## Общественный транспорт

### Наземный транспорт
По Тобольскому переулку не проходят маршруты наземного общественного транспорта. У восточного конца переулка, на Абрамцевской улице, расположена остановка «Абрамцевская улица, 24» автобусов № 601, 705, 771, 815к.

### Метро
- Станция метро «Алтуфьево» Серпуховско-Тимирязевской линии — юго-восточнее переулка, на пересечении Алтуфьевского шоссе с Череповецкой улицей и улицей Лескова